# Alloise
А́лла Евге́ньевна Моско́вка (укр. А́лла Євге́нівна Моско́вка; род. 19 октября 1984, Полтава), более известная под псевдонимом ALLOISE — украинская певица, исполняющая песни в стиле поп, соул, RnB и фолк.

## Биография
Алла родилась 19 октября в 1984 году в Полтаве. Поступила в полтавскую школу искусств, затем в студию при музыкальном училище. Также параллельно училась в лицее № 1 в классе с интенсивным изучением информатики и английского языка. В 2002 году поступила в Киевский национальный университет культуры и искусств. В 2004 году пела в составе электронной группы «Tomato Jaws», затем занялась диджейством и на некоторое время стала вокальным и dj-резидентом киевских клубов.
C 2007 по 2012 год была вокалисткой и автором песен группы «Gorchitza» — первой украинской англоязычной группы, которая была признана за пределами страны и даже непосредственно в стране, несмотря на то, что авторитетные продюсеры пророчили группе полный провал из-за неформатности и новизны материала для украинской публики.
В апреле 2012 года ALLOISE начала сольную карьеру, сотрудничая с лейблом Firework Sound.
В ноябре 2012 ALLOISE стала лучшей украинской артисткой по версии MTV EMA.
За годы своей карьеры певица выступала на одной сцене с такими мировыми артистами как Morcheeba, Kosheen, Крейг Дэвид, Нелли Фуртадо, Джесси Уэр, Софи Эллис-Бекстор, Лорин и Faithless.
Также певица сотрудничала со всемирно известным продюсером — Нарадой Майклом Уолденом, известным по своей работе с Whitney Houston, Ray Charles, Diana Ross и другими.
Помимо музыкальной карьеры, ALLOISE играет в театре «КРОТ» в таких пьесах — «Сны Василисы Егоровны» по пьесам Леся Подервянского и «Andy Warhol. Вымысел.»
В июне 2013 года ALLOISE презентовала дебютный альбом «Bygone». В пластинку вошло 12 авторских треков певицы.
ALLOISE стала хедлайнером фестиваля MTV к Международному Дню молодежи в 2014 году.
В июне 2014 года клип ALLOISE на песню Tell Me Of Fire попал в эфир телеканала MTV США. Это первая песня исполнителей украинской эстрады, которая выбрана для трансляции в эфире главного музыкального канала США.
Также в этом же месяце официальный итальянский чарт www.earone.it признал песню «Tell Me Of Fire» «лучшей песней недели». Кроме того, клип на эту песню транслируется в эфирах музыкальных телеканалов Швейцарии, Венгрии, Словении и других стран.

## Награды
- 2012 год — лучший украинский артист по версии MTV EMA
- 2012—2013 год — номинация «VIVA! Самые красивые» (недоступная ссылка)
- 2021 год — альбом «Bare Nerve» в TOP-5 по версии Международного жюри Aprize Awards

## Синглы
- «She knows» — 2012
- «Love me or leave me» — 2012
- «Who’s the fool» (with Fahot) — 2013
- «Dancing in the crowd» (with Dj Lutique) — 2013
- «Falling» (with Dj Lutique) — 2013
- «Simple thing» — 2013 [источник не указан 4012 дней]
- «Merry-Go-Round» — 2015
- «Knives» — 2019
- «Twin Flame» — 2019
- «Bare Nerve» EP - 2020